# Tohono O'Odham-reservatet
Tohono O'Odham-reservatet (også kendt som Papago-reservatet) er et indianerreservat med hovedsæde i byen Sells, Arizona, USA.
Placering: 218 km syd for Phoenix i Maricopa County, Pima County og Pinal County (se om byen Pinal).
Stamme: Tohono O'odham (Papago). Kendt for: Kurvevævning og lerpotter.
Papago-stammen besluttede i 1986 at ændre navnet til Tohono O'odham, som betyder "ørkenfolket" på deres sprog. Dette er det næststørste indianerreservat i USA (efter Navajo-reservatet, som ligger i Arizona, en del i Utah og New Mexico). De 8.000 medlemmer af Tohono O´odham stammen er hovedsageligt beskæftiget med turisme. På trods at reservatet har skiftet navn, kan det på nogle kort stadigvæk fremstå som Papago-reservatet.